# Automolis kumasina
Automolis kumasina är en fjärilsart som beskrevs av Embrik Strand 1920. Automolis kumasina ingår i släktet Automolis och familjen björnspinnare. Inga underarter finns listade i Catalogue of Life.